# زو-۲۳–۲
زد یو-۲۳–۲ یا زد یو-۲۳ (به روسی: ЗУ-23-2) نوعی توپ پدافند هوایی دولول کالیبر ۲۳ میلی‌متری است که توسط اتحاد جماهیر شوروی در سال ۱۹۶۰ ساخته و عرضه شد. امروزه از این سلاح به عنوان سلاح ضد نفر و ضد زره استفاده می‌شود و دیگر سلاحی مؤثر در پدافند هوایی نیست. نام این توپ مخففی از عبارت روسی زنینایا یوستانکووا می‌باشد و به معنای سامانه ضدهوایی است. مکانیزم شلیک این مسلسل متشکل از دو لوله به کالیبر ۲۳ میلی‌متر می‌باشد که در مجاورت یکدیگر قرار دارند و هم‌زمان فعالیت می‌کنند.
این سلاح به عنوان یک سلاح ضدهوایی کوتاه برد با برد مفید تا دو و نیم کیلومتر از دهه ۱۹۶۰ تاکنون در بسیاری از کشورها و درگیری‌ها استفاده شده‌است. نواخت تیر تئوریک این سلاح ۱۵۰۰ تا ۲۰۰۰ هزار گلوله در دقیقه و سرعت گلوله در هنگام خروج از لوله ۹۷۰ متر بر ثانیه در لوله نو است.

## توصیف
ساختار این مسلسل را می‌توان متشکل از دو توپ اتوماتیک ۲۳ میلی‌متری نصب شده بر روی یک تریلر متحرک دانست که قابلیت تبدیل شدن به یک تکیه‌گاه ثابت برای شلیک را نیز داراست. در حالت انتقال غیر سازمان‌یافته، این جنگ‌افزار نیاز به ۳۰ ثانیه زمان جهت عملیاتی‌شدن دارد. در وضعیت‌های اضطراری حتی می‌توان در حال حرکت نیز اقدام به شلیک نمود. این سلاح به‌طور دستی و توسط کاربر مهمات‌گذاری و شلیک می‌شود. یکی از مزایای این سلاح راحتی کار با آن است و مزیت دیگر بازدهی قابل قبول در شرایط مختلف جوی. در گونه‌های پیشرفته‌تر، با افزودن دستگاه نشانه‌روی نوری-مکانیکی ZAP-23 این کار دقیقتر انجام می‌شود. مهمات این سلاح از طریق دو جعبه خشاب که در اطراف لوله‌های این مسلسل قرار گرفته تأمین می‌شود. هرکدام از خشابهای این سلاح ۵۰ فشنگ گنجایش دارد. دود حاصل از انفجار باروت فشنگها از طریق مجاری تعبیه شده از اطراف دهانه لوله توپ خارج می‌شود. این مسلسل شباهت زیادی به مسلسل زدپی‌یو دارد که دارای ۱۰ سال قدمت بیشتر نسبت به این مدل می‌باشد.

## تاریخچه طراحی
کار طراحی این توپ در اواخر دهه ۵۰ میلادی انجام گرفت. مأموریت این توپ در ابتدا مقابله با جنگنده‌های کوتاه پرواز تا سقف پروازی ۲٫۵ کیلومتر از سطح زمین بوده‌است. این توپ دارای ۳ پایه فلزی برای استقرار مستقیم بر روی زمین است. دو سال بعد یعنی در سال ۱۹۶۲ گونه تکامل‌یافته چهار توپه این سلاح که یک توپ خودکششی به نام زداس‌یو-۲۳-۴ بود طراحی و روانه بازار شد. یدک‌کش حمل‌کننده زد یو-۲۳ همان مدل استفاده شده در توپهای زدپی‌یو می‌باشد.

## تاریخچه خدمت

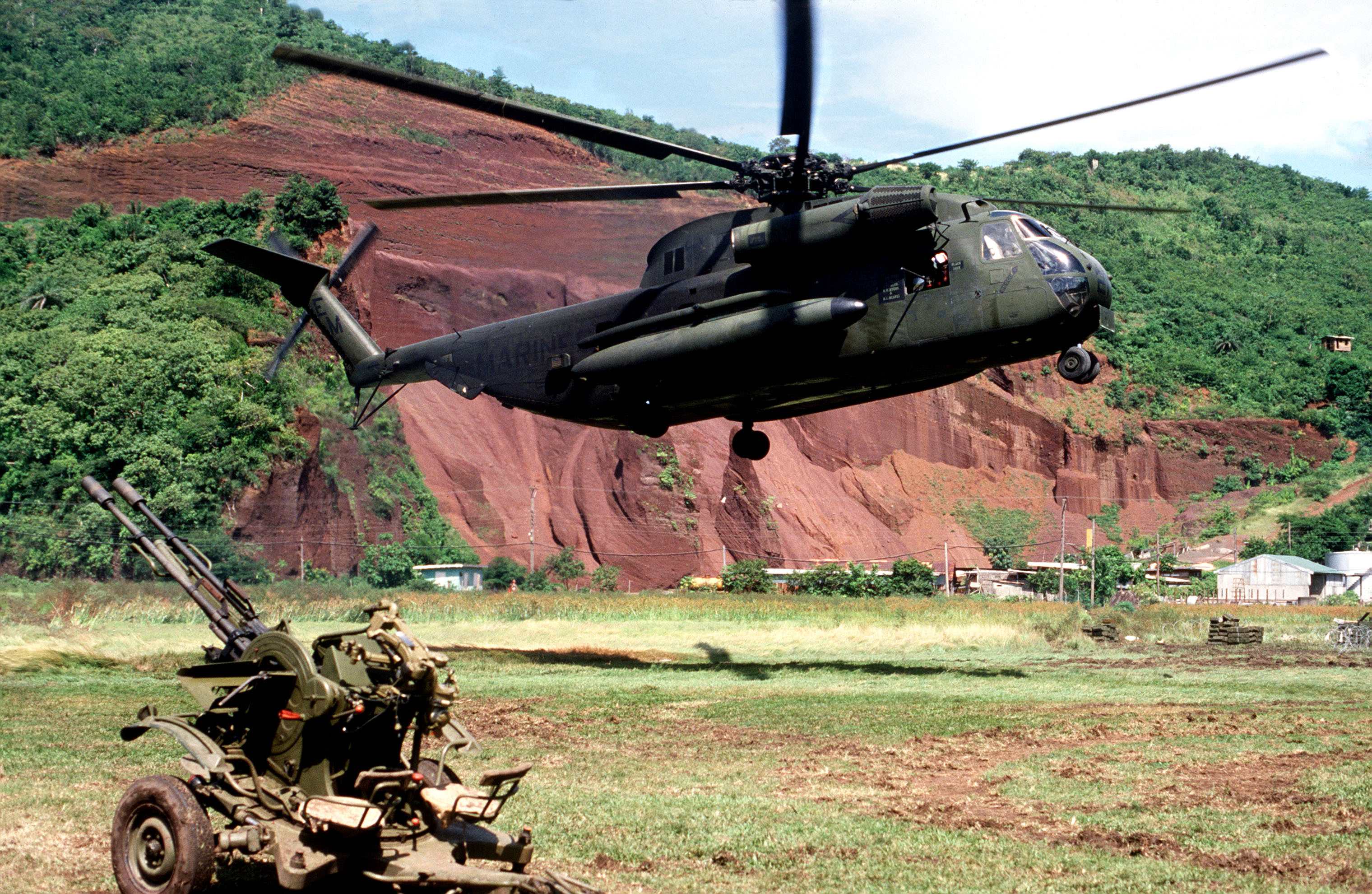
هلیکوپتر سیکورسکی CH-53D Sea Stallion سپاه تفنگداران دریایی ایالات متحده در نزدیکی یک سلاح ضدهوایی شوروی ZU-23 قبل از برداشتن آن در طی «عملیات خشم فوری»، تهاجم ایالات متحده به گرانادا در اکتبر ۱۹۸۳، بر فراز زمین شناور است. از اسکادران هلیکوپتر متوسط دریایی HMM-261 Raging Bulls که روی ناو هلیکوپتربر USS Guam (LPH-9) مستقر شد.

ارتش شوروی اولین بکارگیرنده این توپ بوده‌است. از این توپ علاوه بر استفاده علیه هواگردها، غالباً به منظور آتش پشتیبان در نبردهای زمینی استفاده می‌شده و آن را با نصب بر روی کامیون از محلی به محل دیگر منتقل می‌کردند. امروزه این توپ علاوه بر استفاده توسط ارتش روسیه در نیروهای نظامی بیش از ۲۰ کشور جهان در حال خدمت می‌باشد.
در طول جنگ ایران و عراق در بین کلیه رسته‌های نیروهای مسلح جمهوری اسلامی ایران و ارتش عراق از این سلاح استفاده می‌شد.
امروزه و با ظهور جنگنده‌های بلندپرواز، این توپ عملاً کارایی اصلی خود را از دست داده و امروزه به عنوان سلاح ضد نفر و ضد زره استفاده می‌شود. عمده کارایی آن‌ها ایجاد آتش پدافندی برای دور نگهداشتن جنگنده‌های دشمن و همچنین علیه هلیکوپترها و موشک‌های کروز است؛ یا زمانی که جنگنده زمینی در حال شیرجه زدن بر روی هدف می‌باشد و به ناچار از ارتفاع خود می‌کاهد. امروزه این توپ توسط شرکت نظامی صنام در ایران تولید می‌شود که عمده تفاوت مدل‌های بومی‌سازی شده را می‌توان در لوله‌های بلندتر آن‌ها نسبت به مدل پایه دانست. ویک مدل به نام شیلکا وجود دارد که چهار لول و خود کششی می‌باشد و به پدافند متحرک معروف می‌باشد.

## مشخصات
- کالیبر: ۲۳ میلی‌متر
- تعداد و گردش خان: ۱۰ عدد از چپ به راست
- طول گام: ۳۰ تا ۵۰ سانتیمتر متغیر
- طول لوله بدون شعله پوش: ۱۸۸ سانتیمتر
- برد مرمی در زاویه ۹۰ درجه: ۵۰۰۰ متر
- طول لوله با متعلقات: ۲۵۵ سانتیمتر
- طول توپ: ۴۵۷ سانتیمتر
- عرض توپ: ۱۸۳ سانتیمتر
- ارتفاع توپ: ۱۸۳ سانتیمتر
- وزن توپ با دو جعبه فشنگ پر: ۹۵۰ کیلوگرم
- وزن توپ بدون جعبه فشنگ: ۸۷۹ کیلوگرم
- وزن دستگاه نشانه‌روی: ۳۹ کیلوگرم
- وزن یک جعبه پر ۵۰ فشنگی: ۲۵/۵ کیلوگرم
- وزن لوله و متعلقات با گهوار: ۲۴۰ کیلوگرم
- وزن لوله: ۲۷/۵ کیلوگرم
- طول لوله با شعله پوش: ۲۰۱ سانتیمتر
- وزن فشنگ: ۴۵۰ گرم
- وزن مرمی محترقه شدید: ۱۸۸/۵ گرم
- وزن مرمی ضد زره: ۱۹۰ گرم
- سرعت اولیه گلوله در لوله نو: ۹۷۰ متر بر ثانیه
- سرعت اولیه گلوله در لوله کارکرده: ۹۳۰ متر بر ثانیه
- گردش در سمت: ۳۶۰ درجه
- یک دور گردش گردونه در سمت با حرکت کند: ۱۵ درجه
- یک دور گردش گردونه در سمت با حرکت تند: ۳۰ درجه
- حرکت در برد: از ۱۰ تا ۹۰ درجه
- یک دور گردش گردونه در برد: ۲۰ درجه
- میزان نشان دهنده دستگاه شیرجه (به رنگ مشکی): ۹۰ درجه
- میزان نشان دهنده دستگاه صعود (به رنگ قرمز): ۶۰ درجه
- میزان نشان دهنده مسافت: ۵۰۰ تا ۳۳۰۰ متر (هر خط نشانگر ۱۰۰ متر)
- برد مرمی در زاویه ۴۵ درجه: ۷۰۰۰ متر
- وزن متعلقات: ۴۷/۵ کیلوگرم